# تیم دوچرخه‌سواری یو.اس. پوستال سرویس
تیم دوچرخه‌سواری یو.اس. پوستال سرویس (انگلیسی: U.S. Postal Service Pro Cycling Team) یک تیم دوچرخه‌سواری در ایالات متحده آمریکا بود.
این تیم در سال ۱۹۸۸ تأسیس و در سال ۲۰۰۷ منحل شده‌است.

## افتخارات
- قهرمانی در بخش تیمی تور دوچرخه‌سواری ووئلتا اسپانیا ۲۰۰۶
- قهرمانی در بخش تیمی تور دو فرانس ۲۰۰۷